# Christian Ivaldi
Pour les articles homonymes, voir Ivaldi.
Christian Ivaldi, né le 2 septembre 1938 à Paris, est un pianiste français.

## Biographie
Il fait ses études au Conservatoire de Paris et obtient cinq premiers prix : piano, musique de chambre, contrepoint, accompagnement piano, et musique de chambre professionnelle. Il devient ensuite soliste à Radio France, dès 1961. Curieux et ouvert à toute interprétation musicale, il peut aussi bien enregistrer l'œuvre à quatre mains de Franz Schubert avec Noël Lee qu'accompagner des chanteurs (Gabriel Bacquier, Jane Rhodes, Cathy Berberian, Boris Christoff, Régine Crespin, Yves Cuenot, Tito Gobbi, Rita Streich, Gérard Souzay...) ou créer les musiques de son temps : Gilbert Amy, André Boucourechliev, Philippe Capdenat, Charles Chaynes, Maurice Ohana, Luis de Pablo.
Sa nature discrète en a fait un idéal accompagnateur et partenaire de musique de chambre, domaine dans lesquels il s'est imposé comme un des grands de notre époque. En tant que musicien de chambre, il remporte des grands prix des Disquaires de France, trois prix de l'Académie Charles-Cros, deux prix de l’Académie du disque, et trois Diapasons d’or.
Pendant des décennies il a accompagné l’émission de Radio France "Le masque et la plume"
Christian Ivaldi est nommé professeur de lecture à vue au Conservatoire de Paris en 1969. Depuis 1986, il a une classe de musique de chambre au Conservatoire. Depuis 2003, il est professeur de piano à l'École Normale de Musique de Paris et est volontiers considéré comme un «remarquable musicien».
Son activité de pédagogue est aujourd'hui essentiellement destinée aux étudiants du Conservatoire américain de Fontainebleau et à l'Académie Francis Poulenc d'interprétation de la mélodie française à Tours chaque été.

## Discographie sélective
- Camille Saint-Saëns, Œuvres pour deux pianos, Christian Ivaldi, piano, Noel Lee, piano. CD Arion 1986
- César Franck, Les Éolides, Le Chasseur maudit, Psyché, Rédemtion, Christian Ivaldi, piano, Noël Lee, piano. CD Arlon 1994
- Franz Shubert, intégrale des œuvres pour piano à 4 mains. Christian Ivaldi, piano, Noël Lee, piano. 6 LP Arion 1975 et 1976. Report 4 CD Arion 2008. Diapason d’or, Choc du Monde de la musique
- Antonin Dvorák, De la forêt de Bohème op. 68, Légendes op. 59. Christian Ivaldi, piano, Noël Lee, piano. CD Arion 1987
- Musique française pour le piano à 4 mains, Christian Ivaldi, piano, Noël Lee, piano. 3 LP Arion 1980 report 2 CD 1991
- Musique romantique pour le piano à 4 mains. Christian Ivaldi, piano, Noël Lee, piano. 2 CD Arion 1982
- Darius Milhaud, Scaramouche / Le Bal martiniquais / Printemps / Automne. Christian Ivaldi, piano, Noël Lee, piano. LP  La voix de son maître 1972
- Hindemith, Sonate pour flûte et piano, Sonate pour piano à 4 mains, Sonate pour violon et piano, Sonate pour violoncelle et piano. Christian Ivaldi, piano, Noël Lee, piano, Michel Debost, flûte, Alain Meunier, violoncelle, Gérard Poulet, violon. CD Arion 1995
- Wolfgang Amadeus Mozart, Intégrale de l’Œuvre pour piano à 4 mains. Christian Ivaldi, piano, Noël Lee, piano.3  LP Arion 1979
- Claude Debussy, Intégrale de l’œuvre pour 2 pianos et à 4 mains. Christian Ivaldi, piano, Noël Lee, piano. 2 CD Arion 1990
- Floraison du piano à quatre mains en France. Christian Ivaldi, piano, Noël Lee, piano. 2 CD Arion 1991, **** Le Monde de la Musique
- Igor Stravinsky, Le Sacre du Printemps.  Christian Ivaldi, piano, Noël Lee, piano. CD Arion 2005